# Freddo Sud
Freddo Sud (titolo originale En plats i solen) è un romanzo giallo della scrittrice svedese Liza Marklund pubblicato in Svezia nel 2008.
È l'ottavo libro della serie che ha per protagonista la giornalista Annika Bengtzon.
La prima edizione del romanzo è stata pubblicata nell'anno 2011 da Marsilio.
Dal romanzo il regista Peter Flinth ha tratto nel 2012 il film omonimo facente parte della serie Annika: Crime Reporter.

## Trama
Sebastian Söderström, ex giocatore di hockey sul ghiaccio considerato un idolo in patria, viene ucciso assieme a tutta la sua famiglia nella sua villa di Marbella a seguito di una rapina effettuata col in gas. La tragedia sconvolge tutta la comunità di ricchi stranieri della Costa del Sol. Annika Bengtzon viene quindi inviata in Spagna dal suo giornale per raccogliere informazioni sulla vicenda, mentre è impegnata col divorzio dal marito Thomas e con un nuovo superiore che la perseguita.
Convinta che non si tratti di una rapina finita male, Annika inizia ad indagare scoprendo un mondo di corruzione, droga e un filo rosso che riconduce tutto alla Svezia e ad una sua precedente inchiesta.

## Edizioni
- Liza Marklund, Freddo Sud, traduzione di Laura Cangemi, Marsilio, 2011. ISBN 978-88-317-0895-1.
- Liza Marklund, Freddo Sud, traduzione di Laura Cangemi, Marsilio, 2012. ISBN 978-88-317-1247-7.
- Liza Marklund, Freddo Sud, traduzione di Laura Cangemi, Superpocket, 2013. ISBN 978-88-462-1174-3.
- Liza Marklund, Freddo Sud, traduzione di Laura Cangemi, Universale Economica Feltrinelli, 2019. ISBN 978-88-297-0190-2.